# Dutch Open 1987
Il Dutch Open 1987 è stato un torneo di tennis giocato sulla terra rossa. È stata la 30ª edizione del torneo, che fa parte del Nabisco Grand Prix 1987. Il torneo si è giocato a Hilversum nei Paesi Bassi dal 27 luglio al 2 agosto 1987.

## Campioni

### Singolare maschile
Miloslav Mečíř ha battuto in finale  Guillermo Pérez Roldán con il punteggio di 6–4, 1–6, 6–3, 6–2

### Doppio maschile
Wojciech Fibak /  Miloslav Mečíř hanno battuto in finale  Tom Nijssen /  Johan Vekemans con il punteggio di 7–6, 5–7, 6–2